# Hamburg (F220)
La fragata Hamburg (F220) fue una de las tres fragatas de la clase Sachsen de la Deutsche Marine. Fue construida por Howaldtswerke-Deutsche Werft (HDW) y asignada en 2004.

## Construcción
Construida por HDW en Kiel, fue ordenada en 1996, puesta en gradas en 2000, botada en 2002 y asignada en 2004.